# Franz Froschmaier (Landrat)
Franz Froschmaier (* 20. November 1888 in Dinkelsbühl; † nach 1948) war ein deutscher Landrat.

## Leben
Nach dem Abitur am Descartes-Gymnasium in Neuburg an der Donau absolvierte Franz Froschmaier ein Studium der Rechtswissenschaften an der Friedrich-Alexander-Universität Erlangen-Nürnberg und der Ludwig-Maximilians-Universität München, wo er Mitglied der Studentenverbindung Aenania München war.
Nach der ersten juristischen Staatsprüfung und dem dreijährigen Vorbereitungsdienst musste er Kriegsdienst leisten und war zuletzt Leutnant der Reserve. Er schloss sich dem Freiwilligen-Detachement Probstmayer (militärische Einheit) an. Das Große juristische Staatsexamen folgte im Jahr 1919 mit der Anstellung als Assessor bei der Regierung von Mittelfranken. 1920 wurde er als Bezirksamtmann Leiter der Verwaltung in Kulmbach. Dort blieb er bis zu seiner Versetzung zur Polizeidirektion Regensburg, wo er zum Regierungsrat ernannt wurde.
Bevor Froschmaier am 1. Oktober 1935 zum Bezirksamtsvorstand (ab 1939 Landrat) des Bezirksamtes Berchtesgaden (ab 1939 Landkreis Berchtesgaden) ernannt wurde, war er in den Jahren 1933 und 1934 als Vertreter des Behördenleiters in Regensburg und auch in Berchtesgaden eingesetzt. Landrat in Berchtesgaden blieb er bis zum Herbst 1941 bzw. Sommer 1942, als er zum Staatsministerium für Unterricht und Kultus abgeordnet und im Sommer 1942 dort zum Oberregierungsrat befördert wurde. Am 13. Mai 1945 wurde er seines Amtes enthoben und im Entnazifizierungsverfahren durch die Spruchkammer Berchtesgaden am 26. Oktober 1948 als Minderbelasteter und durch die Berufungskammer als Mitläufer eingestuft. Gegen diese Entscheidung rief Froschmaier den Kassationshof an, der keinen Grund zur Beanstandung des Urteils sah. Über seinen weiteren Lebensweg gibt die Quellenlage keine Aufschlüsse.
Froschmaier war in den Jahren 1922/1923 sowie von 1925 bis 1926 Mitglied der NSDAP. Zum 1. Mai 1933 trat er wieder in die Partei ein (Mitgliedsnummer 2.300.940). Als Mitglied der SA war er Obertruppführer.